# Bisdom Machiques
Het bisdom Machiques (Latijn: Dioecesis Machiquesensis) is een rooms-katholiek bisdom met als zetel Machiques, in de gemeente Machiques de Perijá, in Venezuela. Het bisdom is suffragaan aan het aartsbisdom Maracaibo. 

## Geschiedenis
Het bisdom werd opgericht op 26 mei 1943, als het apostolisch vicariaat Machiques, uit delen van het bisdom Zulia, en viel als immediatum direct onder de Heilige Stoel, zonder te behoren tot een kerkprovincie. Op 9 april 2011 werd het verheven tot bisdom en werd suffragaan aan het aartsbisdom Maracaibo. 

## Parochies
Het bisdom had in 2021 een oppervlakte van 25.300 km2 en telde 387.535 inwoners waarvan 81,1% rooms-katholiek was.

## Ordinarii

### Apostolisch vicarissen
- Ángel Turrado Moreno (4 september 1944 - januari 1954)
- Miguel Saturnino Aurrecoechea Palacios (19 december 1955 - 10 maart 1986)
- Agustín Romualdo Alvarez Rodríguez (10 maart 1986 - 7 oktober 1995)
- Ramiro Díaz Sánchez (24 januari 1997 - 9 april 2011; apostolisch administrator: 15 maart 2019 - 14 december 2019)

### Bisschoppen
- Jesús Alfonso Guerrero Contreras (9 april 2011 - 21 december 2018)
- Nicolás Gregorio Nava Rojas (19 oktober 2019 - heden)

## Galerij van afbeeldingen

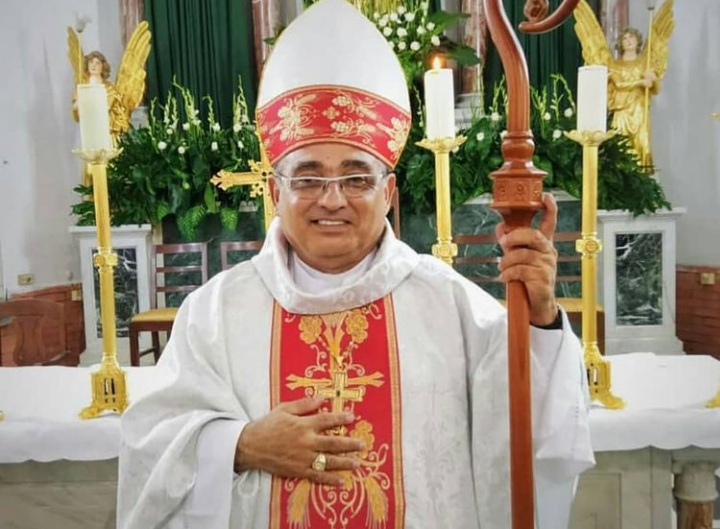
Bisschop Nicolás Gregorio Nava Rojas
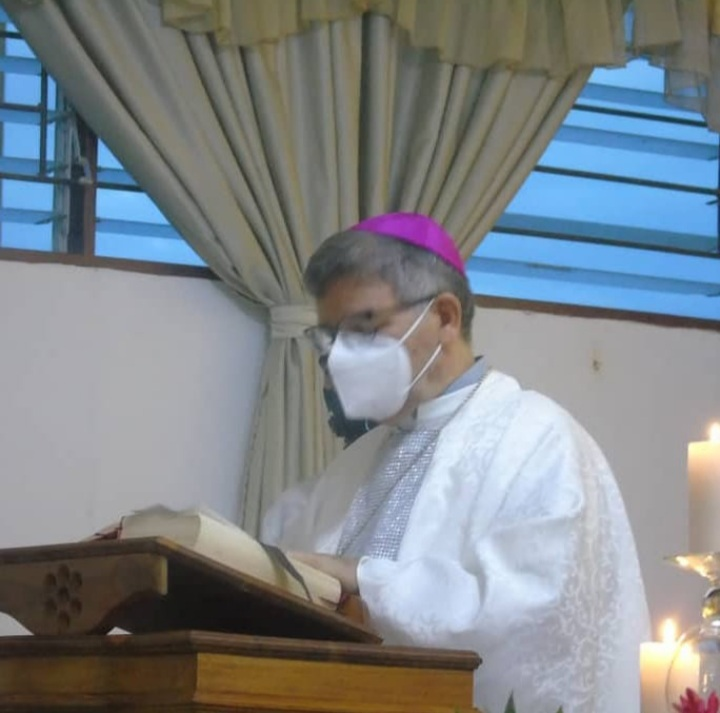
Bisschop Jesús Alfonso Guerrero Contreras (2011-2018)
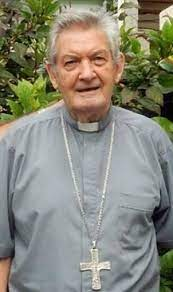
Bisschop Ramiro Díaz Sánchez (1997-2011)

Maracaibo (aartsbisdom) · Cabimas · El Vigia-San Carlos del Zulia · Machiques